# Edwin Starr
Edwin Starr (født 21. januar 1942, død 2. april 2003) var en amerikansk soul-sanger. Starr er mest kendt for sine Motown-singler fra 1970'erne, produceret af Norman Whitfield, særligt nummer et-hittet i USA, "War".

## Biografi
Starr blev født i Nashville, Tennessee som Charles Edwin Hatcher, men voksede op i Cleveland, Ohio med sine fætre Roger og Willie Hatcher (der også blev soulsangere).
I 1957 dannede Starr doo-wop-gruppen The Future Tones og begyndte dermed sin karriere som sanger. Han boede i Detroit, Michigan i 1960'erne og indspillede først for det lille pladeselskab Ric-Tic og siden for Motown, der i 1968 købte Ric-Tic.
Sangen, der startede hans karriere, var "Agent Double'O'Soul" (1965), en parodi på de populære James Bond-film. Andre tidlige hit var "Headline News", "Back Street", en coverversion af The Miracles' "Way Over There" samt "S O S (Stop Her On Sight)". De følgende tre år indspillede han mere soulmusik, før han fik et internationalt hit med "25 Miles" (1968), der året efter blev nummer seks på hitlisten i USA.
Karrierens største hit var "War" (1970), en protestsang mod Vietnamkrigen, skrevet i 1969 af Norman Whitfield og Barrett Strong og tidligere udgivet på et Temptations-album. Starrs udgave af "War" lå som nummer et på Billboards USA-hitliste i tre uger og blev en slagsang for antikrigsbevægelsen. Den var på to af hans albummer, War and Peace og efterfølgeren Involved. På Involved var der en sang i samme stil, "Stop the War Now", der blev et mindre hit.
I 1973 flyttede Starr til England, hvor han fortsatte med at indspille musik i 1970'erne, blandt andre titelsangen til filmen Hell Up in Harlem (1974), fortsættelsen til Black Caesar, med et soundtrack af James Brown.
Starr vendte tilbage til hitlisterne i 1979 med et par discohit, "(Eye-To-Eye) Contact" og "H.A.P.P.Y. Radio". "(Eye-To-Eye) Contact" blev den mest populære af de to sange, med en placering som nummer 65 på pophitlisten i USA, nummer et på dansehitlisten i USA og nummer seks på pophitlisten i Storbritannien. Flere af hans discosingler blev udgivet af pladeselskabet 20th Century Records. I årenes løb blev hans indspilninger udgivet af mange forskellige selskaber, blandt andre Avatar, Calibre, 10 Records, Motown (som han vendte tilbage til med et remix af "25 Miles" i 1989), Streetwave og Hippodrome.
"It Ain't Fair" blev udgivet i 1985, som dog ikke blev et hit. I 1988 gik Starr sammen med det succesrige produktionsselskab Stock Aitken Waterman, hvilket blev til klubhittet "Whatever Makes Our Love Grow". Året efter fik rapduoen Cookie Crew et hit på 17.-pladsen i Storbritannien med "Got to Keep On", der indeholdt et sample fra "25 Miles". Samme nummer blev anvendt i et dansemedley fra 1990 lavet til Brit Awards, og blev nummer tre på singlehitlisten i Storbritannien. Starr medvirkede også på Ferry Aids udgave af Beatles' sang "Let It Be", hvor indtægterne fra salget af singlen gik til ofrene for den forliste færge M/S Herald of Free Enterprise.
Starr arbejde også i 1989 for Ian Levines Motorcity Records, der havde til formål at indspille nyt materiale med forhenværende Motown-musikere. Starr udgav seks singler og albummet Where Is the Sound, foruden at være medforfatter på flere sange til andre af selskabets musikere. I 2000 deltog han i den britiske gruppe Utah Saints' indspilning af en ny version af hans sang "Funky Music Sho Nuff Turns Me On".
I 2002 indspillede han "Snowflake Boogie" på den britiske musiker Jools Hollands album More Friends. Samme år indspillede han en sang mere med Utah Saints, en indtil videre ikke-udgivet version af "War" – der blev hans sidste indspilning.
Starr døde i en alder af 61 i sit hjem i Bramcote ved Nottingham.
Edwin Starrs bror, Angelo Starr, er nu frontfigur i The Team, den gruppe som Edwin turnerede med indtil sin død.

## Diskografi (singler)
- 1965: "Agent Double-O-Soul" (#21 USA)
- 1966: "Back Street" (#95 USA)
- 1966: "Headline News" (#84 USA, #39 UK)
- 1966: "I'll Love You Forever" (med The Holidays)
- 1966: "Lonely Summer" (skrevet af Starr, indspillet af The Shades of Blue)
- 1966: "S.O.S. (Stop Her On Sight)" (#48 USA, #11 UK)
- 1967: "I Want My Baby Back"
- 1968: "Grits Ain't Grocery"
- 1969: "Twenty-Five Miles" (#6 USA, #36 UK)
- 1969: "Oh How Happy" (#92 USA)
- 1969: "I'm Still a Struggling Man" (#80 USA)
- 1969: "Way Over There"
- 1970: "I Just Wanna Do My Thing"
- 1970: "Time"
- 1970: "War" (#1 USA, #3 UK)
- 1970: "Stop the War Now" (#26 USA, #33 UK)
- 1971: "Funky Music Sho Nuff Turns Me On"
- 1971: "My Sweet Lord"
- 1973: "There You Go" (#80 USA)
- 1974: "Big Papa"
- 1974: "Easin' In" (på soundtracket til Hell Up In Harlem, og i 1999 på soundtracket til American Pimp)
- 1974: "Hell Up In Harlem"
- 1979: "Contact" (#65 USA, #6 UK)
- 1979: "H.A.P.P.Y. Radio" (#79 USA, #9 UK)
- 1979: "Tell-A-Starr"
- 1979: "It's Called The Rock"
- 1980: "Twenty-Five Miles" (mix)
- 1980: "Get Up-Whirlpool"
- 1980: "Stronger (Than You Think I Am)"
- 1983: "Smooth" (#90 UK)
- 1983: "I Wanna Take You Home"
- 1984: "Marvin" (#89 UK)
- 1985: "It Ain't Fair" (#56 UK)
- 1985: "Missiles"
- 1985: "Grapevine" (#83 UK)
- 1986: "Soul Singer"
- 1988: "Whatever Makes Our Love Grow" (#98 UK)
- 1989: "Got To Keep On" (med Cookie Crew, #17 UK)
- 1989: "Twenty-Five Miles" (remix, #82 UK)
- 2000: "Funky Music Sho Nuff Turns Me On" (med Utah Saints, #23 UK)
- 2001: "Twenty-Five Miles" (med Three Amigos, #30 UK)
- 2002: "Snowflake Boogie" (med Jools Holland)
- 2002: "War" (med Utah Saints, ikke udgivet)